# Kurt Krause
Kurt Krause, född 1883, död 1963, var en tysk botaniker. Han var professor i botanik vid universitetet i Ankara och specialiserade sig på Philodendron i Centralamerika. 
Auktorsnamnet K.Krause kan användas för Kurt Krause i samband med ett vetenskapligt namn inom botaniken; se Wikipediaartiklar som länkar till auktorsnamnet.